# Banque populaire (IMOCA)
Vous lisez un « bon article » labellisé en 2015.
Pour les articles homonymes, voir Banque populaire (homonymie) et Coq (marine).
Pour les autres voiliers appelés Banque populaire, voir Team Banque populaire.
Banque populaire, sixième du nom, est un voilier monocoque de course au large appartenant à la classe des 60 pieds IMOCA, mis à l'eau en 2010 sous le nom de Foncia 2. Synthèse de l'expérience des architectes Guillaume Verdier, Marc Van Peteghem et Vincent Lauriot-Prévost et du navigateur Michel Desjoyeaux, il présente une carène innovante, marquée par un double bouchain et un pont en « aile de mouette », ainsi que des dérives portantes.
À son bord, Michel Desjoyeaux termine sixième de la Route du Rhum 2010 et démâte dans la Barcelona World Race 2010-2011. Passé au Team Banque populaire en 2011 et barré par Armel Le Cléac'h, ce 60 pieds a notamment terminé deuxième du Vendée Globe 2012-2013, trois heures après son sister-ship Macif, mené par François Gabart. À partir de 2013, il est barré par Jérémie Beyou sous le nom de Maître CoQ.
En avril 2017, il est racheté par Initiatives-Cœur qui le confie à Tanguy de Lamotte puis à Samantha Davies. Arnaud Boissières le rachète fin 2021 et le renomme La Mie Câline.

## Conception et caractéristiques

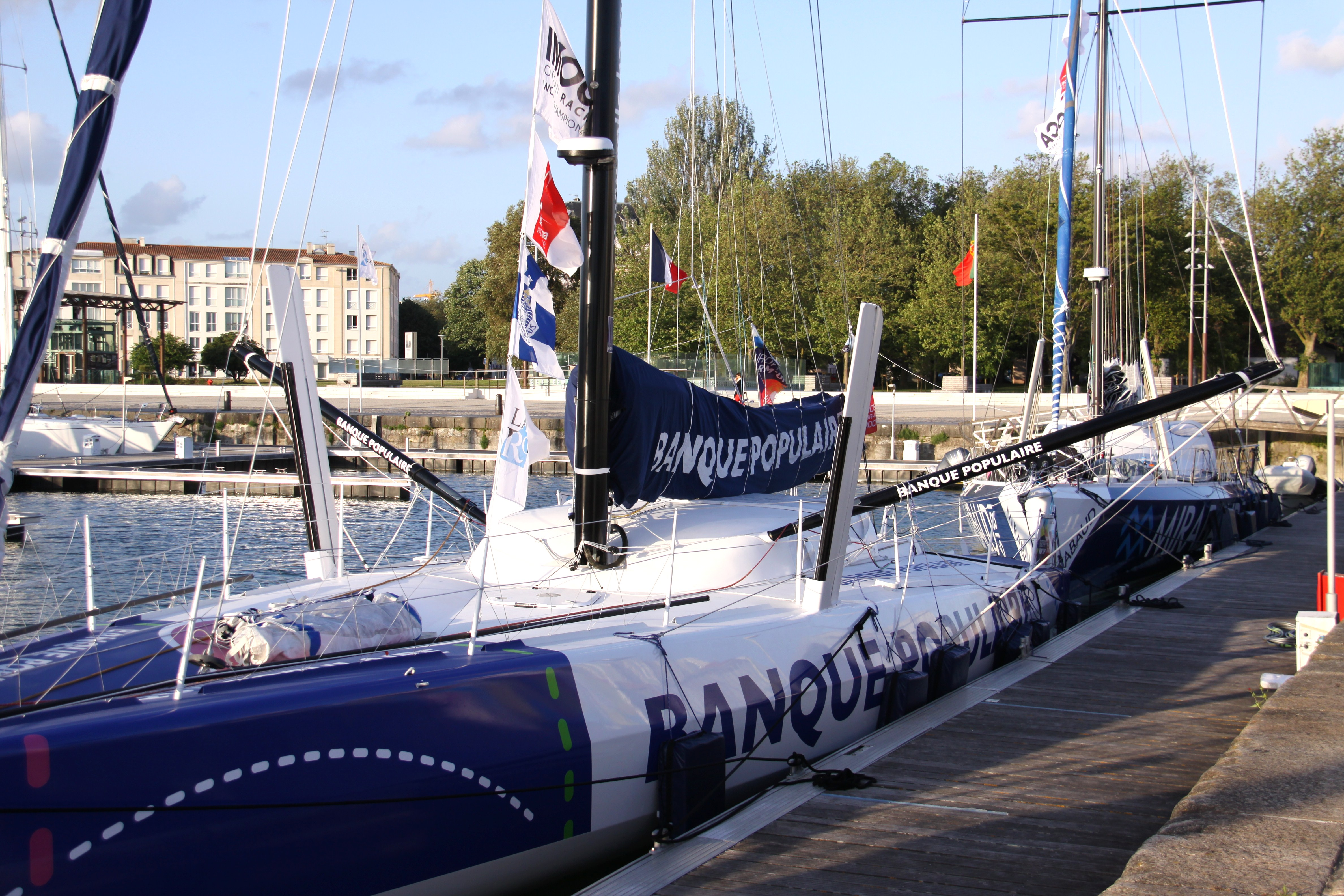
Les innovations du plan VPLP-Verdier : un pont en aile de mouette pour abaisser le centre de gravité, un frégatage prononcé en bouchain supérieur pour améliorer la stabilité et les dérives inclinées vers l'intérieur pour porter le bateau.

Ce voilier appartient à la deuxième génération de 60 pieds IMOCA conçus par les cabinets d'architectes Guillaume Verdier et VPLP. Michel Desjoyeaux, qui avait auparavant travaillé avec le Néo-Zélandais Bruce Farr pour créer le premier Foncia, a préféré les concepteurs de Safran pour des questions de délais et de proximité. Ainsi, le nouveau Foncia est mis à l'eau le 20 septembre 2010, à peine six mois après le début du projet, pour un coût de 3 millions d'euros,. 
Cela a été possible grâce à la collaboration des chantiers Green Marine, près de Southampton, et JMV Industries, à Cherbourg. Green Marine a réalisé le mannequin et le moule de la coque et JMV le moule de pont. L'ensemble — réalisé en carbone nomex — a été assemblé au chantier CDK Technologies de Port-la-Forêt, dirigé par Hubert Desjoyeaux, le frère de Michel.
Le projet a été inspiré des précédents bateaux de Michel Desjoyeaux et de ceux de Guillaume Verdier, notamment Safran, lancé en 2007 et alors considéré comme le 60 pieds IMOCA de référence. Ainsi, le plan de pont est calqué sur celui du premier Foncia, bien que le cockpit soit plus étroit afin de faciliter les déplacements. Le principe de la casquette rabattable pour protéger l'intégralité du cockpit des embruns a également été repris, de même que le système de passage des drisses par l'intérieur de la cabine. Le choix est fait d'utiliser un mât-aile soutenu par des outriggers, qui, outre le gain en aérodynamisme, facilite les manœuvres de la grand-voile, comme la prise ou le largage de ris, c'est-à-dire la diminution ou l'augmentation de la surface de la grand-voile en fonction de la force du vent.

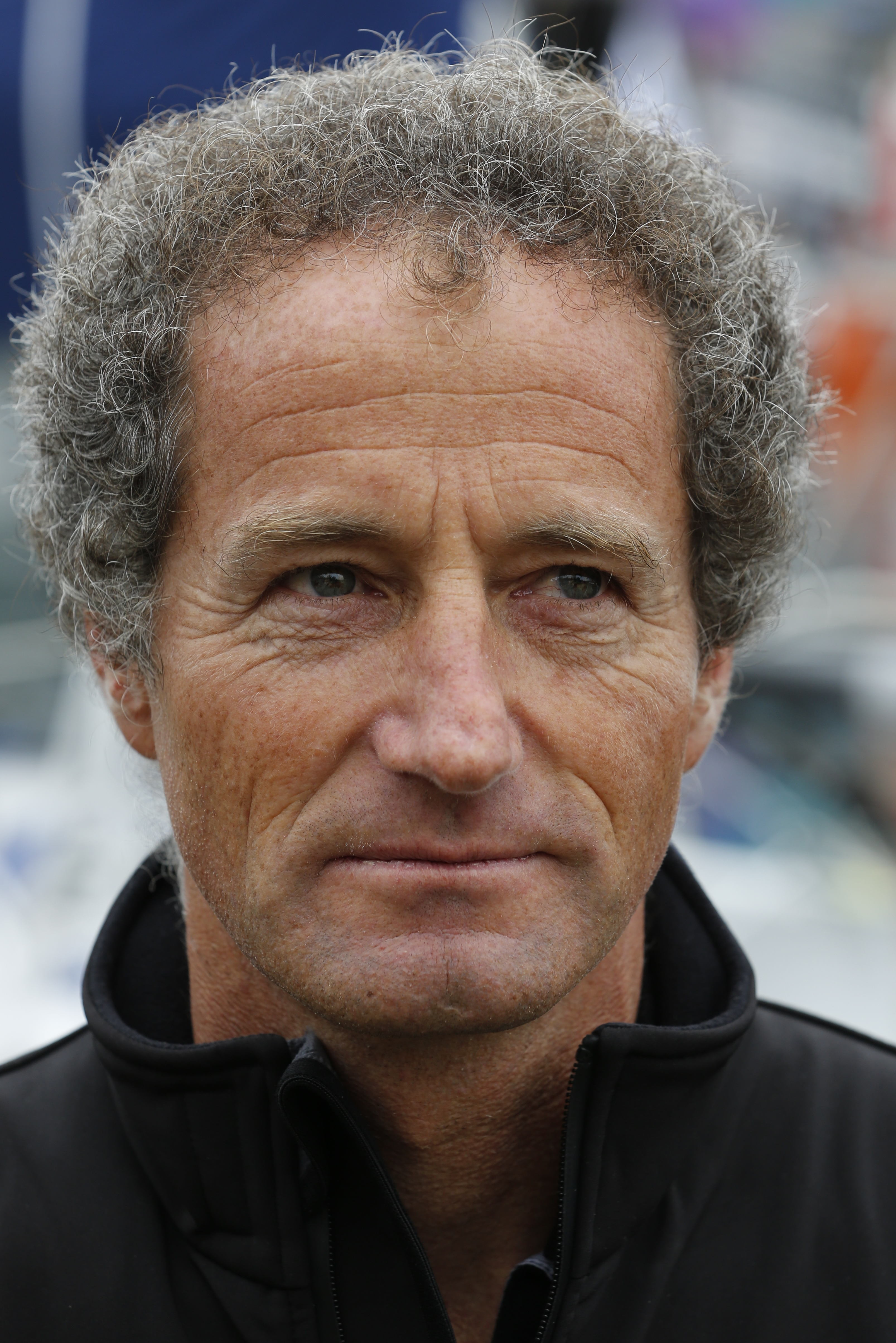
Michel Desjoyeaux, concepteur et skipper de Foncia 2.

Cherchant toujours à innover, Desjoyeaux estime à 15 % l'apport de nouveautés sur Foncia 2 par rapport à Foncia 1. La nouvelle jauge IMOCA a affecté la conception du 60 pieds,. Pour pallier la limitation du tirant d'air à 29 mètres, le pont présente la particularité d'avoir un bouge négatif, en « aile de mouette ». Incurvé vers l'intérieur, ce pont permet d'augmenter la surface de voile et d'abaisser le centre de gravité du voilier de 2 mm, pour améliorer puissance et stabilité,. L'autre objectif est de faciliter le déplacement du marin sur le pont lorsque le voilier gîte. Pour le dessin de la coque, les architectes ont cherché à limiter tous les freins possibles. Outre le bouchain très marqué, qui permet une réduction de la surface mouillée à la gîte, la coque présente un important frégatage, au point que Michel Desjoyeaux parle d'un « bouchain supérieur ». Selon Guillaume Verdier, « le double bouchain est plus un artifice de jauge pour gagner de la masse pour un même couple de redressement en réalisant des bordés moins hauts ». Cela permet d'avoir un bateau plus raide à la toile tout en étant plus stable. Selon lui, le gain de poids grâce à ce travail sur les structures a permis renforcer la solidité du bateau sans l'alourdir, afin de mieux supporter le rythme de la Barcelona World Race, course autour du monde en double, où les IMOCA sont sollicités en permanence. 
Les larges dérives ont été récupérées sur l'ancien Foncia mais elles sont désormais inclinées de 9° vers l'intérieur, agissant comme des foils. Elles créent un effet de sustentation lorsque le bateau gîte et augmentent sa puissance.
Côté aménagement intérieur, la cabine est très épurée, avec pour seule assise un pouf à bille. L'électronique est montée sur un bras articulé, afin de pouvoir porter son poids au vent, être visible en toute occasion et facilement réparable.

## Historique

### Foncia 2

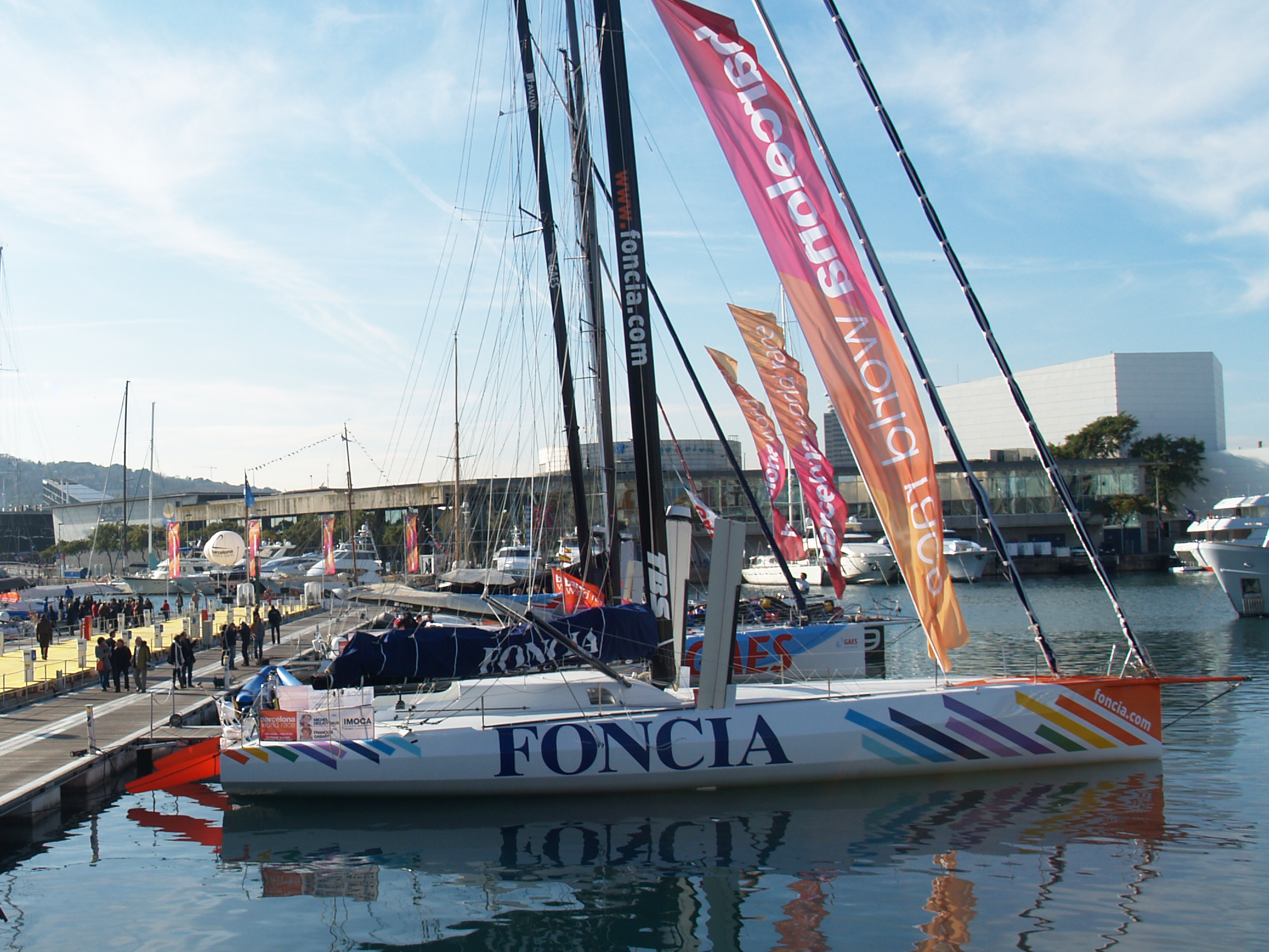
Foncia 2, au départ de la Barcelona World Race 2010-2011.

Mis à l'eau le 20 septembre 2010, Foncia 2 est jaugé, soumis aux tests de redressement à 180° et essayé en navigation le même jour. Michel Desjoyeaux bénéficie en effet de seulement quarante jours pour apprendre à connaître son bateau et effectuer le parcours de 1 500 milles qualificatif pour la Route du Rhum 2010, avant le départ de celle-ci le 31 octobre. 
Après un bon départ, Michel Desjoyeaux prend une option sud qui se révèle être un mauvais choix et Foncia 2 figure en queue de peloton pendant une partie de la course. Il termine sixième, derrière les concurrents ayant navigué plus au nord. S'il reconnaît avoir fait un mauvais choix de route, Desjoyeaux est cependant satisfait de n'avoir eu aucun problème technique sur son nouveau voilier en 15 jours de navigation : « J'ai été tout de suite à l'aise avec le bateau, il ne m'a posé aucun problème, c'est le bonhomme qui n'a pas été bon ».
Foncia 2 est ensuite convoyé par cargo à Barcelone, d'où part la Barcelona World Race, le tour du monde en double sans escale, dont il prend le départ le 31 décembre avec François Gabart. Outre quelques aménagements intérieurs nécessaires à la vie à deux, Foncia embarque également un spi en spectra monté sur enrouleur, une première sur un 60 pieds.
Desjoyeaux et Gabart sont contraints à une escale technique à Recife, au Brésil, pour remplacer la « crash-box » —  partie en mousse de l'étrave destinée à absorber les chocs — de Foncia, endommagée vraisemblablement par une collision, alors qu'ils étaient au coude à coude avec Jean-Pierre Dick et Loïck Peyron à bord de Virbac Paprec 3, également obligé de s'arrêter à Recife. Les deux navires quittent le Brésil le 15 janvier et reprennent rapidement la tête de la course à la faveur d'une dépression formée au large des côtes brésiliennes.
Ils abandonnent le 26 janvier, à la suite d'une cassure de la tête de mât, alors qu'ils occupaient la deuxième position,. La raison de la rupture de la tête de mât n'a pas été rendue publique. Après avoir rejoint Le Cap, Foncia est renvoyé à Port-la-Forêt pour être remis en état en vue de sa vente, prévue dès l'origine du projet à l'issue de la Barcelona World Race, dans le but de financer la construction du MOD70 Foncia.

### Banque populaire, sixième du nom

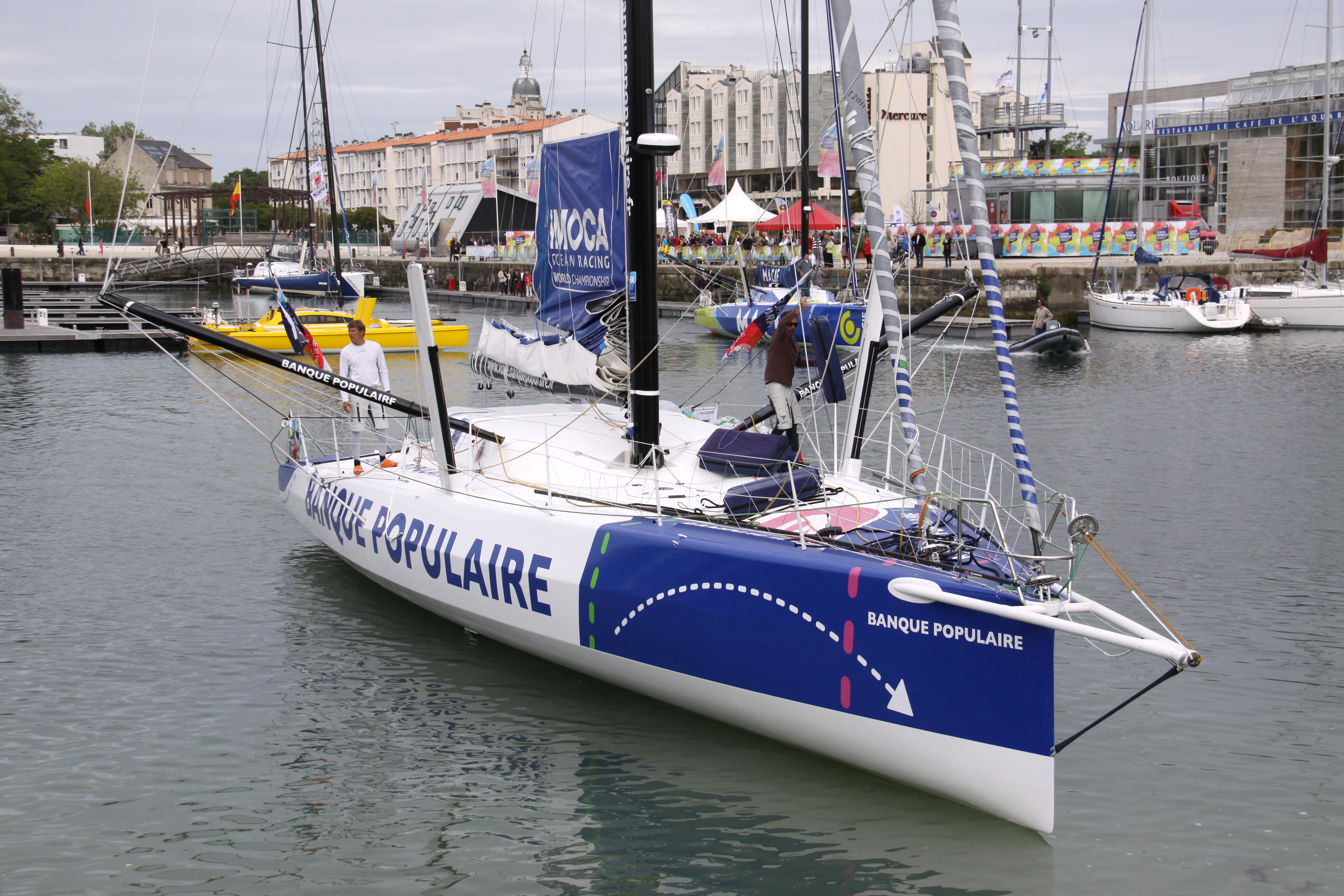
Banque populaire, en 2012.

Foncia 2 est vendu en mars 2011 au Team Banque populaire et confié à Armel Le Cléac'h en vue du Vendée Globe 2012-2013,.
Le monocoque 60' Banque populaire est mis à l'eau à la fin du mois de juin, dans une nouvelle livrée bleue et blanche. Le bateau est équipé d'un nouveau mât-aile et le voile en carbone de la quille pendulaire a été changé au profit d'un voile en acier, plus lourd mais plus solide et hydrodynamique que l'original. Avant de participer à la Fastnet Race, Armel Le Cléac'h effectue plusieurs sorties en mer avec Michel Desjoyeaux et Christopher Pratt, son équipier pour la Transat Jacques-Vabre 2011 pour apprivoiser le 60 pieds. À la fin de juillet, au cours d'un de ces entraînements, une fissure est découverte sur le livet tribord, due à un défaut de construction. Des renforts ont été appliqués sur l'intégralité du livet pour éviter une nouvelle fissure. 
Skippé par Armel Le Cléac’h et Christopher Pratt, Banque populaire termine 3e de la Transat Jacques-Vabre 2011. Après avoir choisi une option sud aux Açores, Le Cléac'h et Pratt se retrouvent piégés dans une bulle anticyclonique et laissent filer les futurs vainqueurs de l'épreuve, Jean-Pierre Dick et Jérémie Beyou à bord de Virbac Paprec 3. Armel Le Cléac'h prend ensuite la deuxième place de la Transat B to B, la « transat retour » de la Jacques-Vabre, derrière François Gabart, skipper de Macif, le sister-ship de Banque populaire.

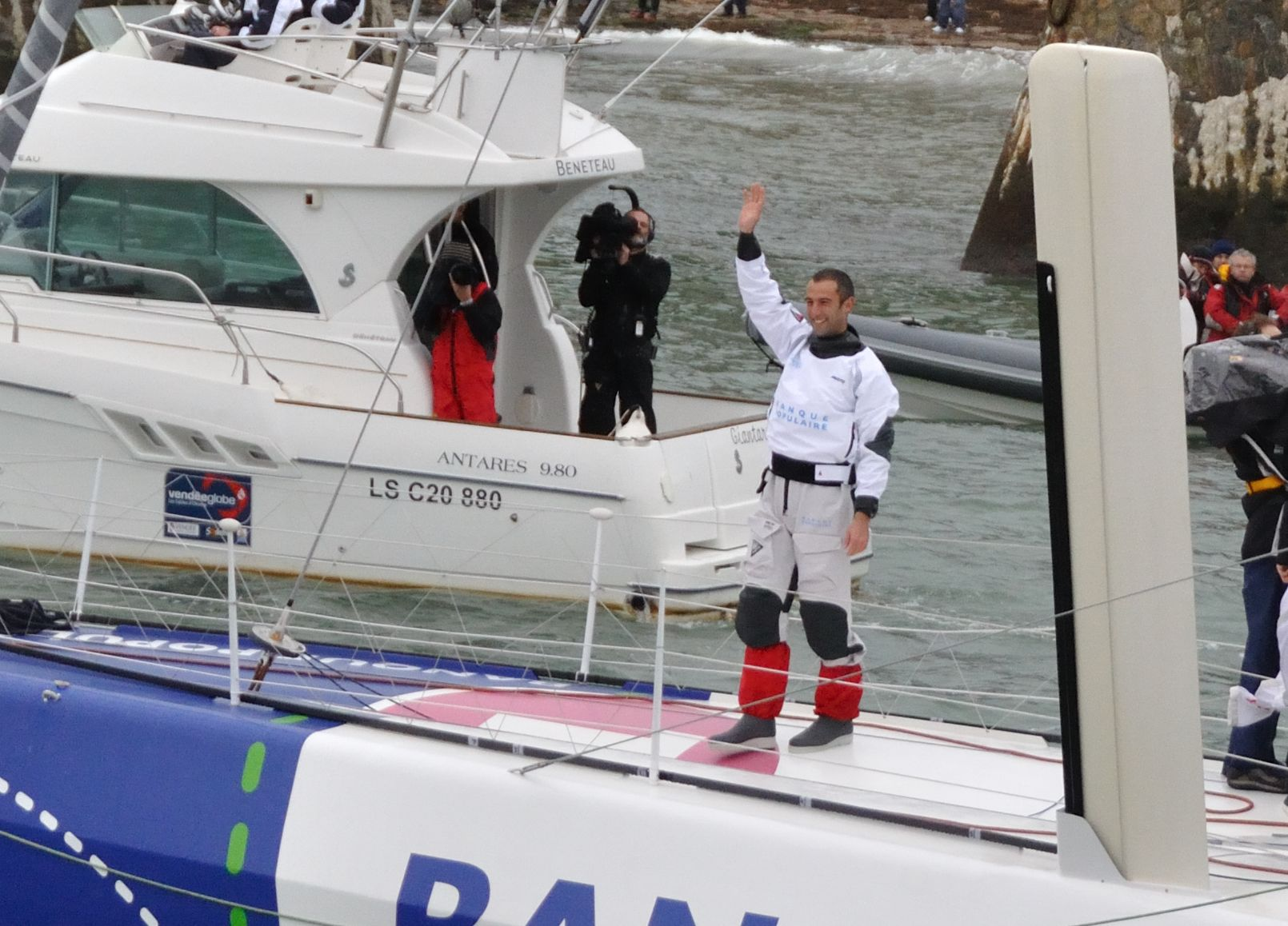
Armel Le Cléac’h au départ du Vendée Globe 2012-2013.

Banque populaire est remis à l'eau le 16 mars 2012, après plusieurs mois de chantier à Lorient. Un hydrogénérateur a notamment été installé sur le tableau arrière et le voile de quille en acier a été remplacé par l'original en carbone, les équipes du Team Banque populaire n'ayant pas noté de gain particulier. À l'approche du Vendée Globe, Armel Le Cléac'h s'entraîne avec François Gabart (Macif), Vincent Riou (PRB), Marc Guillemot (Safran) et Samantha Davies (Savéol) au centre de voile de Port-la-Forêt. Au mois de mai, il remporte le prologue de l'Europa Warm'Up, course préparatoire au Vendée Globe, mais connaît une nouvelle avarie au large du rocher du Fastnet, quand le hook de grand-voile – système de verrouillage de la grand-voile en position hissée, ce qui permet de libérer la tension de la drisse de grand-voile – cède, entraînant la chute de la grand-voile. Il termine toutefois à la troisième place, derrière Vincent Riou et François Gabart.
Avant le Vendée Globe, Banque populaire entre en chantier pour une inspection générale et une optimisation avant le tour du monde, en lien avec Mer Agitée, l'équipe de Michel Desjoyeaux. Les deux dérives sont remplacées par des modèles plus légers, après avoir testé différents profils avec Guillaume Verdier. Armel Le Cléac'h embarque un jeu très polyvalent de dix voiles, pour s'adapter à toutes les situations.
Armel Le Cléac'h est l'un des favoris, de cette course en solitaire, sans escale et sans assistance. Celle-ci est marquée par le duel livré par les deux Verdier-VPLP qui naviguent au contact, parfois à vue, dans le Grand Sud. Une performance « hallucinante » pour Vincent Riou, vainqueur en 2005. Au coude à coude jusque dans l'Atlantique sud, une mauvaise option météo de Le Cléac'h permet à Gabart de s'échapper au large de l'Uruguay. Armel Le Cléac'h franchit la ligne d'arrivée le 27 janvier 2013, après 78 jours, 5 heures et 33 minutes de mer et seulement trois heures et dix-sept minutes derrière François Gabart. Banque populaire a passé un total de vingt-cinq jours et vingt heures en tête, alternant à vingt-deux reprises avec Macif.

### Maître CoQ 2

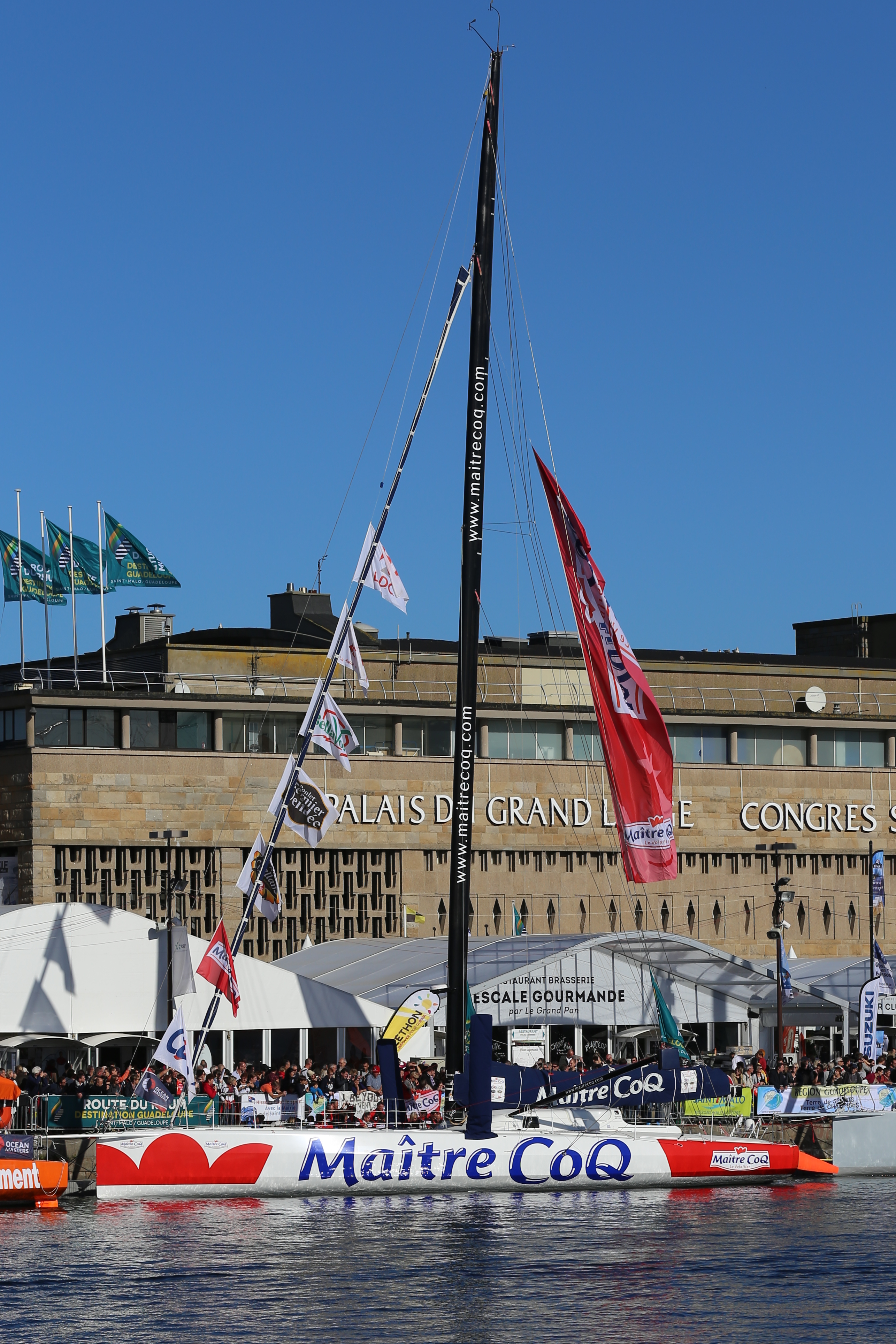
Maître CoQ, au départ de la Route du Rhum 2014.

En février 2013, quinze jours à peine après l'arrivée du Vendée Globe, Banque populaire est vendu au navigateur Jérémie Beyou,. Les équipes du Team Banque populaire travaillent pendant six semaines à la remise en état du 60 pieds, puis celles de Jérémie Beyou s'attachent à l'optimiser.
L'ancien Banque populaire est remis à l'eau le 23 avril 2013, sous le nom de Maître CoQ 2. Il a été entièrement démonté et analysé. Jérémie Beyou s'entraînant pour la Solitaire du Figaro, les premiers essais en mer sont confiés à Christopher Pratt, une nouvelle fois désigné co-skipper pour la Transat Jacques-Vabre 2013, en collaboration avec le Team Banque populaire. Peu de modifications ont été apportées à Maître CoQ depuis le Vendée Globe, hormis un nouveau gréement et un jeu de voiles neuves.
Premier grand rendez-vous de la saison 2013 en IMOCA, la Fastnet Race est à son tour dominée par les deux plans Verdier-VPLP, Macif de François Gabart et Michel Desjoyeaux devançant Maître CoQ de Jérémie Beyou et Christopher Pratt de seulement cinquante-sept secondes. Le duo Beyou-Pratt prend ensuite la troisième place de la Transat Jacques-Vabre 2013.
À son retour à Lorient par cargo en février 2014, Maître CoQ est mis en chantier pour préparer la Route du Rhum 2014. Le 60 pieds reçoit une nouvelle quille en acier, conformément à la nouvelle jauge IMOCA, et de nouveaux safrans. Après sa troisième victoire dans la Solitaire du Figaro, Jérémie Beyou s'entraîne au centre d'entraînement national pour la course au large de Port-la-Forêt de la fin du mois d'août à celle du mois d'octobre, avant de rallier Saint-Malo, port de départ de la Route du Rhum 2014. Au cours de la préparation, il remporte le Défi Azimut et reste confiant pour la transatlantique.
Maître CoQ prend la deuxième place de la Route du Rhum dans le golfe de Gascogne, à la faveur de l'abandon de PRB. Une nouvelle fois, Macif l'emporte devant son aîné. En dépit des problèmes techniques rencontrés avec ses nouveaux safrans et ses voiles d'avant, Beyou est resté au contact de Gabart jusqu'aux Açores, où il ne comptait que huit milles de retard, avant de se faire inexorablement distancer dans le grand bord vers la Guadeloupe, démontrant le potentiel de vitesse pure légèrement supérieur de Macif sur Maître CoQ.
Pour préparer le Vendée Globe 2016-2017, auquel Jérémie Beyou est le premier inscrit, Maître CoQ est entièrement démonté en janvier 2015 pour une profonde remise à neuf. La seconde partie de l'année 2015 est consacrée à l'étude des foils qui ont fait leur apparition sur les nouveaux 60 pieds IMOCA dessinés par Guillaume Verdier et le cabinet Van Peteghem Lauriot-Prévost et sur l'opportunité d'en équiper Maître CoQ. Bien que la course n'ait pas fait partie du programme initial de Jérémie Beyou, il prend le départ de la Transat Jacques-Vabre 2015 le 25 octobre en double avec Philippe Legros. Au large de Cherbourg, une pièce de l'un des étais du 60 pieds se rompt et malgré une réparation réussie à Roscoff, Jérémie Beyou préfère abandonner pour ne pas risque une nouvelle casse.
Après plusieurs mois d'étude, le bateau entre en chantier chez CDK le 25 novembre 2015 en vue du remplacement des dérives asymétriques par des foils. Le 8 juin, Beyou remporte sa première grande victoire en IMOCA sur la Transat New York-Vendée, devançant Sébastien Josse (Edmond de Rothschild) et Alex Thomson (Hugo Boss). Les trois bateaux sont équipés de foils.

### Initiatives-Cœur

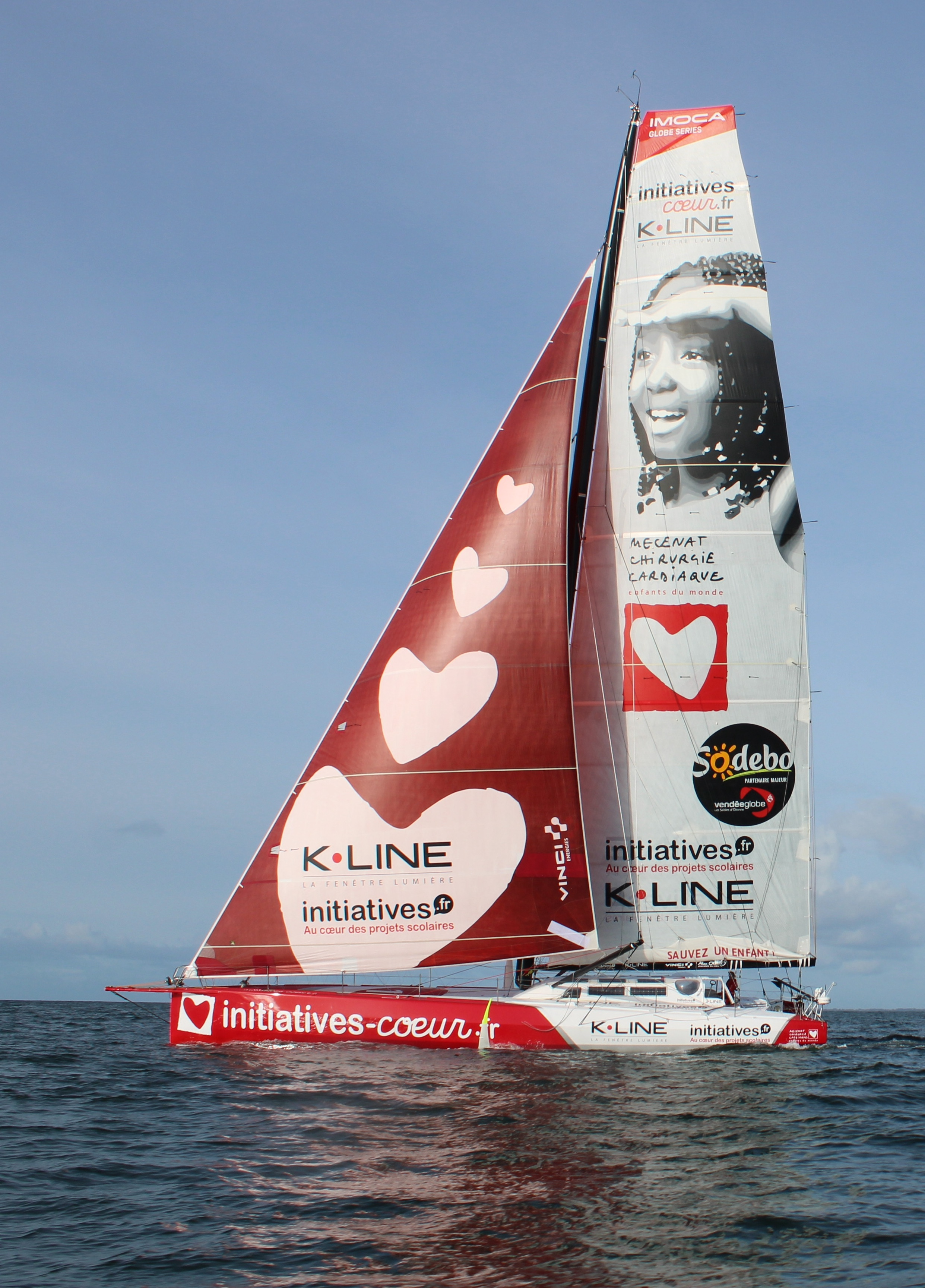
Initiatives-Cœur à l'entraînement, en octobre 2020.

À l'issue du Vendée Globe 2016, le bateau est racheté en avril 2017 par Initiatives-Cœur qui le confie à son skipper Tanguy de Lamotte.
Le bateau devient ainsi le troisième Initiatives-Cœur. Lamotte et son équipage terminent à la troisième place de la classe Imoca dans l'Armen Race Uship 2017. En novembre, Tanguy de Lamotte et Samantha Davies terminent à la sixième place de la classe Imoca dans la Transat Jacques-Vabre.
En novembre, à l'issue de cette course, Lamotte arrête la compétition. Il cède la barre d'Initiatives-Cœur à Samantha Davies. Elle prend le départ de la Route du Rhum 2018 et celui du Vendée Globe 2020-2021.

#### Avarie lors duVendée Globe 2020-2021
Le 2 décembre 2020 vers 19 h (temps universel), dans les 40e Rugissants, à plus de 300 miles du cap de Bonne-Espérance, alors que Samantha Davies navigue entre 15 et 22 nœuds, sous un vent de 30 nœuds et qu'elle occupe la 11e place dans la course du Vendée Globe, le bateau heurte de manière nette et brutale un objet flottant non identifié. Le bateau est immédiatement arrêté en affalant les voiles. Des fissures au niveau des cloisons longitudinales du puits de quille sont observées. Le choc a déplacé le soufflet de vérin de quille qui assure l’étanchéité entre le puits de quille et le vérin. Il y a aussi des dommages sur la quille en elle-même ainsi que sur certains autres endroits. La pompe d'immersion est actionnée pour vider l'eau qui entre par les zones endommagées.
Les réparations nécessaires étant trop importantes, Samantha Davies se rend au Cap, où elle arrive le 5 décembre, pour les réaliser avec son équipe technique et abandonne la course.

## Palmarès

### 2010-2011:Foncia 2–Michel Desjoyeaux
- 2010 : 
  - 6e de la Route du Rhum , en 15 jours, 17 heures et 29 minutes ;
  - abandon dans la Barcelona World Race 2010-2011, en double avec François Gabart .

### 2011-2013:Banque populaire–Armel Le Cléac'h
- 2011 : 
  - 3e de la Transat Jacques-Vabre, en double avec Christopher Pratt , en 16 jours et 15 heures ;
  - 2e de la Transat B to B , en 9 jours, 13 heures et 8 minutes.
- 2012 :
  - 3e de l'Europa Warm'Up.
- 2013 :
  - 2e du Vendée Globe 2012-2013, en 78 jours, 5 heures et 33 minutes.

### 2013-2017:Maître CoQ–Jérémie Beyou
- 2013 :
  - 2e de la Fastnet Race, en double avec Christopher Pratt, en 2 jours 19 heures et 23 minutes ;
  - 3e de la Transat Jacques-Vabre 2013, en double avec Christopher Pratt, en 17 jours, 5 heures et 15 minutes.
- 2014 :
  - 2e de la Route du Rhum, en 12 jours, 12 heures et 11 minutes.
- 2016 :
  - vainqueur de la Transat New York-Vendée, en 9 jours, 16 heures, 57 minutes et 49 secondes.
- 2017 :
  - 3e du Vendée Globe, en 78 jours, 6 heures 38 minutes 40 secondes.

### 2017-2021:Initiatives-Cœur-Samantha Davies
- 2017 :
  - 3e de l'Armen Race avec le Team Initiatives Cœur.
- 2018 :
  - 2e de la Bermudes 1000 Race[68],
  - Abandon de la Route du Rhum
- 2019 :
  - 4e de la Bermudes 1000 Race ,
  - 5e de la Rolex Fastnet Race en double avec Paul Meilhat,
  - 7e du Défi Azimut en double avec Paul Meilhat,
  - 7e de la Transat Jacques-Vabre en double avec Paul Meilhat.
- 2020 :
  - 4e de la Vendée-Arctique-Les Sables d'Olonne aux mains de Samantha Davies,
  - 2e du Défi Azimut.
- 2021 :
  - Termine hors course du Vendée Globe 2020-2021,
  - 5e de la Rolex Fastent Race, en double avec Nicolas Lunven,
  - 6e du Défi Azimut-Lorient Agglomération en double avec Nicolas Lunven,
  - 5e de la Transat Jacques-Vabre 2021, en double avec Nicolas Lunven.

### 2021-Présent:La Mie Câline-Arnaud Boissières
- 2022 :
  - 12e de la Guyader Bermudes 1000 Race
  - 17e de la Route du Rhum - Destination Guadeloupe
  - Abandon sur la Vendée Arctique
- 2023 :
  - 7e/13 du Défi Pom'Potes, run de vitesse à Douarnenez avec Gérald Veniard
  - 7e de la Guyader Bermudes 1000 Race
  - 1er et seul Imoca de l'Armen race, à La Trinité, 370 NM en 1 j 7 h 8 s
  - 13e de la Rolex Fastnet Race
  - 16e du Défi Azimut-Lorient Agglomération
  - 23e/40 Imoca de la Transat Jacques Vabre
  - 16e du Retour à La Base
- 2024 :
  - Abandon sur The Transat CIC 2024, Lorient-New York
- 2025 :
  - Abandon sur le Vendée Globe 2024-2025 : démâtage aux Antilles